# Tzompantli

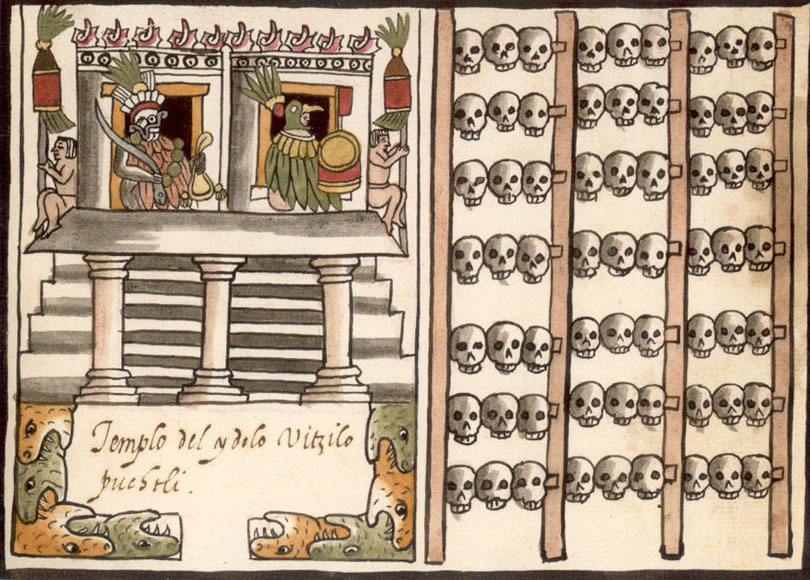
Tzompantli asociado al Templo Mayor, Códice Ramírez.

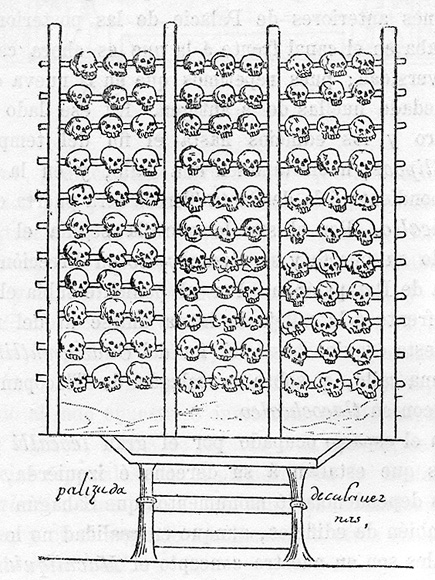
Ilustración de un tzompantli en el manuscrito azteca del, Códice Durán.

Tzompantli era un altar en forma de bastidor donde se montaban ante la vista pública un conjunto de cráneos con el fin de honrar a los dioses. Es una estructura que se cree que derivaba de la práctica entre los antiguos mesoamericanos de decapitar a las víctimas de los sacrificios humanos y conservar sus cráneos en una especie de empalizada de madera para su exhibición pública.
Las víctimas sacrificadas no sólo eran guerreros cautivos de guerra sino que también podían 
elegirse esclavos u otras víctimas escogidas especialmente para determinadas celebraciones. Se utilizaba una especie de empalizada o tarima sobre la que se colocaban insertadas las cabezas o cráneos después de hacerles un agujero. Existen muchos tzompantlis documentados en toda Mesoamérica, y van desde el período Clásico medio (c. 600–900) hasta el Posclásico temprano (c. 900-1250). En 2017, los arqueólogos anunciaron el descubrimiento del conocido como Huey Tzompantli, con más de 650 cráneos, en la zona arqueológica del Templo Mayor en Ciudad de México.

## Etimología

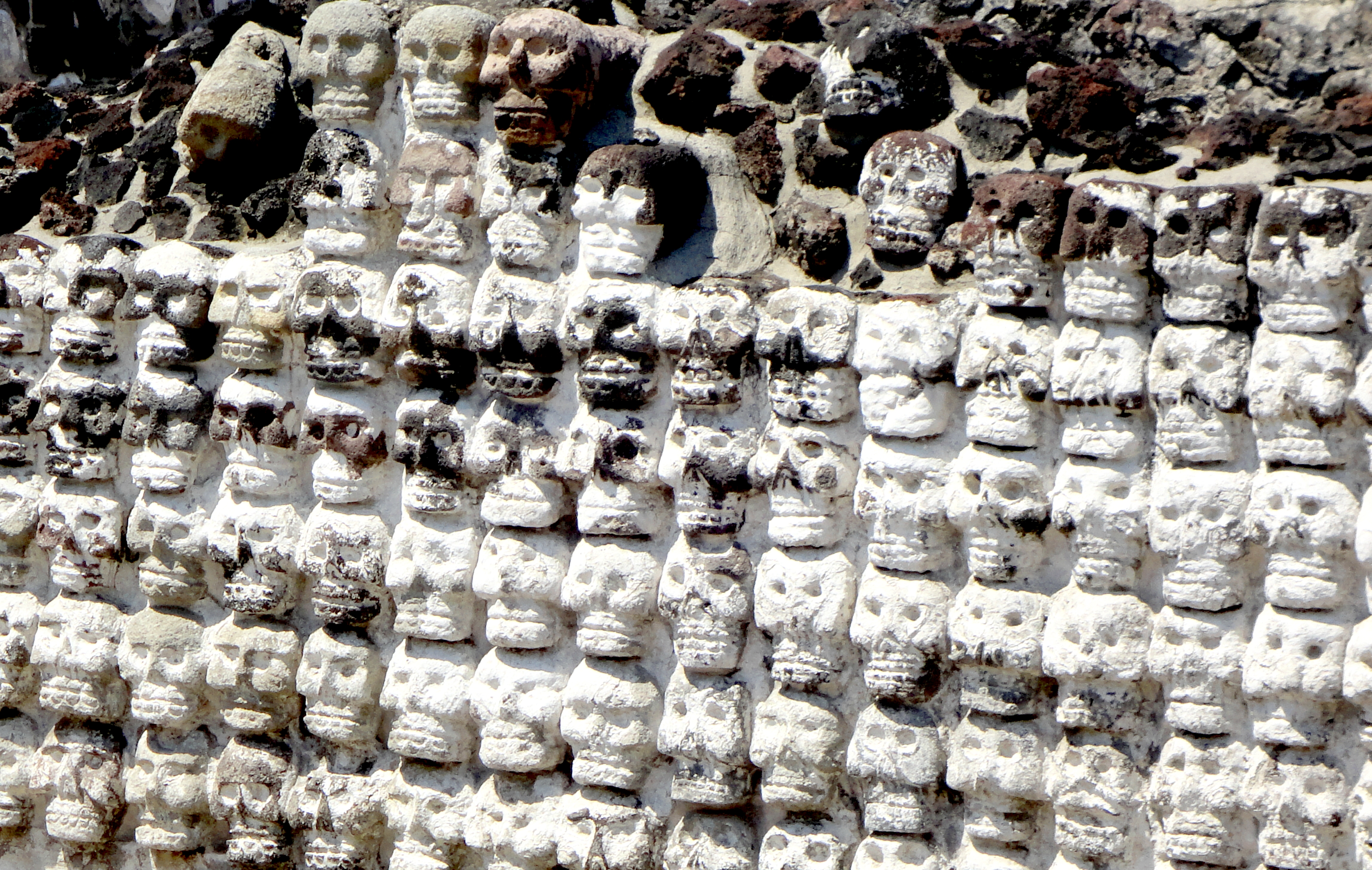
Tzompantli en las ruinas del Templo Mayor, Ciudad de México.

La raíz proviene de las palabras nahuas "tzontli" que significa cabeza o cráneo y de "pantli" que es hilera o fila. Por lo que tzompantli significa "hilera de cráneos".
Este nombre terminado en e, el tzompantle o zompantle también se usa para denominar a un árbol cuyo fruto es la flor conocida como colorín, cuyas semillas son muy tóxicas.

## Significado
Si bien a ciencia cierta no se sabe su significado, mediante estudios comparativos de la cosmogonía mexica y el sacrifico humano en las sociedades precolombinas, se cree que el tzompantli no sólo servía como símbolo de poder y advertencia para los enemigos, sino que era considerado como un culto a la vida y no una celebración de la muerte, como expone el arqueólogo Raúl Barrera Rodríguez: “es importante conocer el sentido de la religión y de la muerte para los pueblos prehispánicos. En la cosmogonía mesoamericana, los hombres existían para adorar y alimentar a los dioses con ofrendas; era una condición para que la vida continuara.”
Los cráneos que se encontraban en el tzompantli se sacralizaban mediante ritos y se les situaba mirando al templo de Huitzilopochtli, dios de la guerra, del sol, de los sacrificios humanos y patrón de la ciudad de Tenochtitlán. Estas ofrendas al dios servían para dar continuidad al ciclo del sol para que volviera a salir cada día, como culto a la vida.

## El dato arqueológico

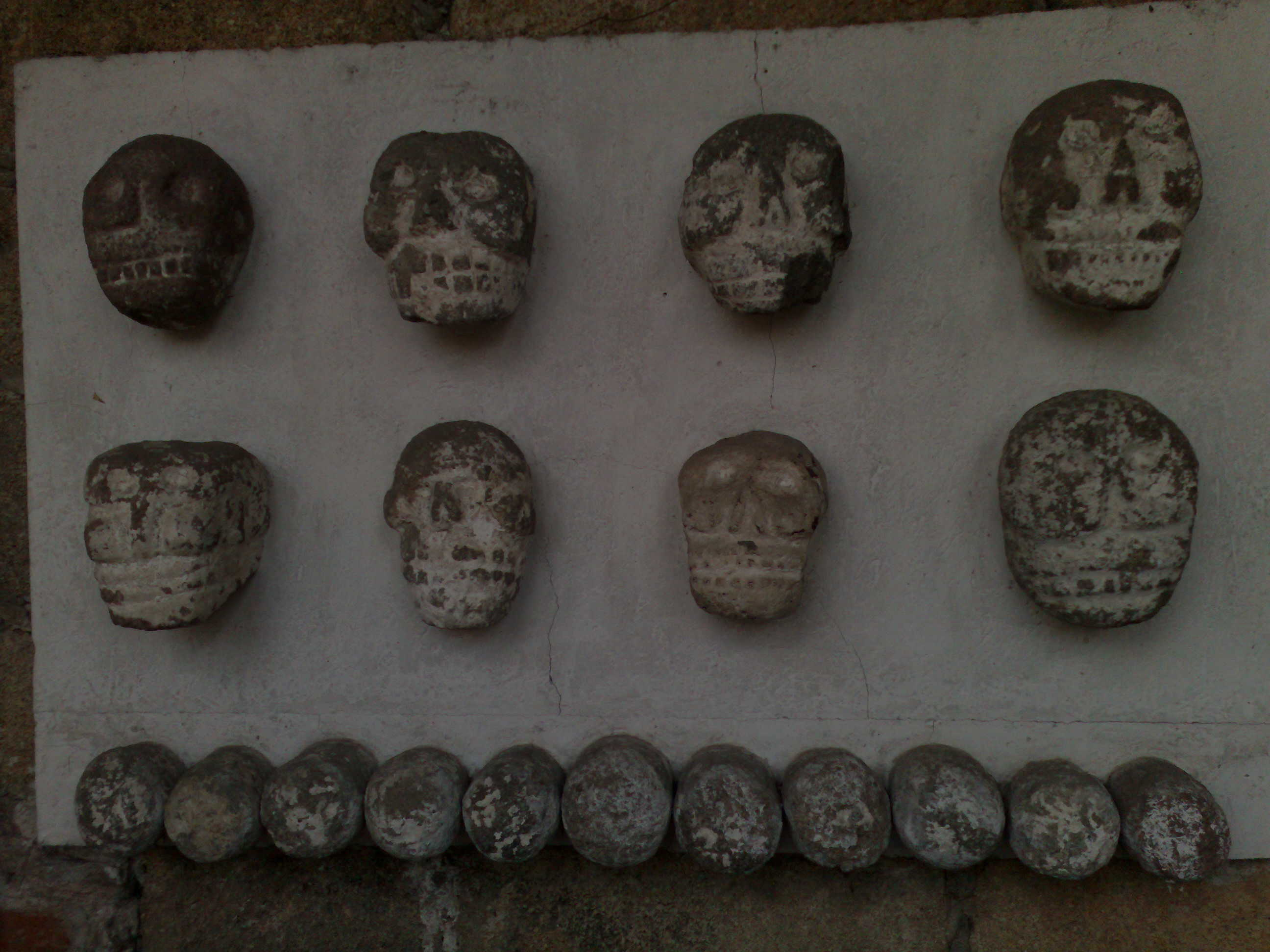
Reconstrucción de un tzompantli en el museo de sitio de Santa Cecilia Acatitlán, Tlalnepantla, Estado de México.

Siguiendo principalmente las descripciones de antiguos cronistas, se han encontrado por medio de exploraciones arqueológicas algunos tzompantlis en sociedades urbanas de distintas épocas. Entre estos escritos se encuentran los primeros memoriales de fray Bernardino de Sahagún, del siglo XVI y hasta, al menos otros siete cronistas, como Andrés de Tapia, Bernal Díaz del Castillo o, incluso, Hernán Cortés.
En Tlatelolco se halló un altar de tzompantli en el Templo A donde se localizaron cráneos de decapitados perforados por los parietales. En 1951 se encontró uno labrado en piedra en Chichén Itzá. En 1970 el arqueólogo mexicano Eduardo Matos Moctezuma encontró otro tzompantli en Tula.
Posiblemente el más conocido y más grande de todos es el del Templo Mayor el cual, de acuerdo a diferentes estimaciones antiguas, llegó a tener cerca de 60 000 cráneos humanos en el momento de la llegada de los españoles en 1521. Sin embargo, hasta el momento, la evidencia arqueológica ha localizado alrededor de 1000 cráneos en este tzompantli. 
Laura García J., de Ciencia UNAM-DGDC expone en su trabajo Sacrificios Humanos: Sangre para los Dioses: “El huey Tzompantli era un edificio cívico-religioso donde se colocaban los cráneos de los sacrificados. En los muros se empotraban las cabezas de guerreros y de esclavos sacrificados, escogidos para las celebraciones. Se estima que en la parte excavada hay restos que corresponden a alrededor de 1000 personas, pero según los arqueólogos, eso sería solo la tercera parte del edificio completo”.
El 20 de agosto de 2015 se dio a conocer que un equipo arqueológico del Instituto Nacional de Antropología e Historia, descubrió en el centro histórico de la Ciudad de México una estructura hecha de alrededor de 35 cráneos humanos, que se identificó como el Huey Tzompantli o Gran Tzompantli de México-Tenochtitlán, descrito en las crónicas de los conquistadores españoles. El Huey Tzompantli hallado en la calle Guatemala 24, a espaldas de la Catedral Metropolitana estaba dedicado al dios Huitzilopochtli, dios de la guerra para los mexicas.
Se han indicado otros ejemplos en lugares de la civilización maya como Uxmal y otros sitios de la región de Puuc en Yucatán, que datan de alrededor del declive del período clásico maya a finales del siglo IX. Un ejemplo de inscripción particularmente importante e intacta ha sobrevivido en el extenso sitio de Chichén Itzá.
El sacrificio humano a gran escala fue introducido a los mayas por los toltecas a partir de las apariciones de los tzompantli en los juegos de pelota de Chichén Itzá. Los relieves de seis canchas de pelota en Chichén Itzá representan la decapitación de un jugador de pelota. Parece que los perdedores serían decapitados y expondrían sus cráneos colocados en el tzompantli.

## Tzompantli en la cultura actual
El tzompantli pasó a la historia dejando un tenue legado en la moderna cultura mexicana, por ejemplo el pan de muerto y el altar del Día de Muertos presentan elementos culturales fruto del sincretismo de la tradición católica y del arte del tzompantli. Además de que diversos artistas actuales han retomado los motivos y la iconografía del tzompantli.